# André Jordan
Andrzej Franciszek Spitzman Jordan, mais conhecido como André Jordan GCM • ComMAIC • GOIH • GCMC (Leópolis, Polónia, atual Ucrânia, 10 de setembro de 1933 - 9 de fevereiro de 2024), conhecido como pai do turismo português e pai do turismo de qualidade, foi um empresário e escritor luso-brasileiro  de origem judaica polaca, sendo considerado o maior promotor imobiliário em Portugal.

## Biografia
Foi o fundador, idealizador e promotor dos empreendimentos Quinta do Lago, Belas Clube de Campo, Vilamoura XXI, entre outros. Em 2014 foi considerada uma das 12 personalidades mais influentes no turismo a nível mundial.
Após visitar a Quinta do Lago em 1970, então um domínio agrícola de fraca rentabilidade, em estado quase virgem, conhecido por Quinta dos Descabeçados, André Jordan imaginou o conceito que nortearia este empreendimento, inspirado no resort uruguaio de Punta del Este, introduzindo o golfe como fator de atração. Um espaço de 645 hectares foi adquirido em 1972 pela sociedade Planal SA, fundada pelo empresário. A construção ocorreu ao ritmo em que as vendas foram sendo feitas, com os primeiros lotes vendidos a 6 de janeiro de 1973. Em 1974 os dois campos de golfe já se encontravam concluídos e operacionais, recebendo em 1976 o seu primeiro Open de Portugal. Estagnado após a Revolução dos Cravos, devido às dificuldades políticas e económicas dela decorrentes, o projeto foi retomado em 1983. O património do empreendimento, incluindo dois campos de golfe,  foi avaliado em 2006 em 4 mil milhões de euros.
Em 2006 publicou o livro "O Rio que Passou na Minha Vida", sobre a sua vivência no Rio de Janeiro dos anos 1950, época em que viveu uma temporada com o pai no Copacabana Palace.
Tinha quatro filhos de casamentos anteriores e nove netos.

### Distinções
Como cidadão estrangeiro, de nacionalidade brasileira, em Portugal:
- Comendador da Ordem Civil do Mérito Agrícola, Industrial e Comercial - Classe Comercial (12 de fevereiro de 1996)
- Grã-Cruz da Ordem do Mérito (9 de junho de 1998)

Como cidadão português:
- Grande-Oficial da Ordem do Infante D. Henrique (8 de novembro de 2005)
- Grã-Cruz da Ordem do Mérito Empresarial - Classe do Mérito Comercial (11 de abril de 2023)

Em 2007, no âmbito das comemorações do sexagésimo aniversário do Museu de Arte de São Paulo, foi ali colocado um painel com o seu nome e o do seu pai Henryk Spitzman Jordan, na qualidade de doadores de obras de arte ao museu, incluindo obras de Paul Cézanne, Édouard Degas e Vincent van Gogh.
Em 2014 foi distinguido com o World Travel Leader Awards pelo seu contributo para o desenvolvimento do turismo do Algarve, destacando-o entre as doze pessoas mais influentes do turismo a nível mundial. A distinção foi anunciada em Londres, durante a 35ª edição do  World Travel Market, o maior e mais participado evento da indústria do turismo, que desde 1980 se dedica a celebrar as maiores conquistas do setor e a projetar os seus caminhos e sucessos futuros, reunindo durante quatro dias mais de cinquenta mil profissionais da indústria de viagens e turismo e outros parceiros do setor.  Simon Press, diretor sénior do evento, salientou o papel fundamental de André Jordan para ajudar a desenvolver e transformar o Algarve "no conhecido e belo destino de férias que é atualmente".
André Jordan foi ainda agraciado em como Grande-Oficial da Ordem de Rio Branco e com a Medalha Mérito Tamandaré, no Brasil.
André Jordan era Doutor Honoris Causa pelo Instituto Superior de Ciências do Trabalho e da Empresa (ISCTE), Instituto Universitário de Lisboa, e pela Universidade do Algarve.
Após a dedicação, envolvimento e serviços prestados em prol do desenvolvimento do Duke of Edinburgh’s Internacional Award. Foi nomeado e distinguido Oficial da Ordem do Império Britânico (OBE), passando a integrar o conjunto de personalidades homenageadas em 2021 pela Rainha Isabel II.

## Outras referências
- wook.pt/ficha
- worldcat.org
- worldcat.org
- wook.pt/ficha
- travessa.com.br

- rtp.pt
- confidencialimobiliario.com
- casa.sapo.pt
- www.researchgate.net
- bpcc.ptf

- publico.pt